# Championnats d'Europe de karaté 1991
Les championnats d'Europe de karaté 1991 sont des championnats internationaux de karaté qui ont eu lieu à Hanovre, en Allemagne, en 1991. Cette édition a été la 26e des championnats d'Europe de karaté seniors organisés  chaque année par la Fédération européenne de karaté depuis 1966. Un total de 349 athlètes provenant de 32 pays y ont participé.

## Résultats

### Épreuves individuelles

#### Kata
| Rang | Pays    | Karatéka        |
| ---- | ------- | --------------- |
| 1    | Espagne | Luis Maria Sanz |
| 2    | ITA     | Pasquale Acri   |
| 3    | Ecosse  | Morris          |

| Rang | Pays      | Karatéka         |
| ---- | --------- | ---------------- |
| 1    | Allemagne | Simone Schreiner |
| 2    | ?         | ?                |
| 3    | ?         | ?                |

#### Kumite

##### Kumite masculin
| Rang | Pays             | Karatéka                  |
| ---- | ---------------- | ------------------------- |
| 1    | Espagne          | Juan Gomez                |
| 2    | Suisse           | Sigillo                   |
| 3 3  | Hollande Espagne | Chang David Luque Camacho |

| Rang | Pays             | Karatéka             |
| ---- | ---------------- | -------------------- |
| 1    | Royaume-Uni      | Tim Stephens         |
| 2    | Nor              | Stein Ronning        |
| 3    | Scotland Turquie | Cunnungham S. Kandaz |

| Rang | Pays    | Karatéka      |
| ---- | ------- | ------------- |
| 1    | Turquie | Haldun Alagas |
| 2    | ?       | ?             |
| 3    | ?       | ?             |

| Rang | Pays    | Karatéka        |
| ---- | ------- | --------------- |
| 1    | Espagne | Fernando Blanco |
| 2    | ?       | ?               |
| 3    | ?       | ?               |

| Rang | Pays        | Karatéka        |
| ---- | ----------- | --------------- |
| 1    | Royaume-Uni | Mervin Etienne  |
| 2    | ?           | ?               |
| 3    | France      | Gilles Cherdieu |

| Rang | Pays   | Karatéka    |
| ---- | ------ | ----------- |
| 1    | Écosse | John Roddie |
| 2    | ?      | ?           |
| 3    | ?      | ?           |

| Rang | Pays        | Karatéka   |
| ---- | ----------- | ---------- |
| 1    | Royaume-Uni | Wayne Otto |
| 2    | ?           | ?          |
| 3    | ?           | ?          |

| Rang | Pays     | Karatéka     |
| ---- | -------- | ------------ |
| 1    | Pays-Bas | Kemal Aktepe |
| 2    | ?        | ?            |
| 3    | ?        | ?            |

##### Kumite féminin
| Rang | Pays     | Karatéka   |
| ---- | -------- | ---------- |
| 1    | Finlande | Sari Laine |
| 2    | ?        | ?          |
| 3    | ?        | ?          |

| Rang | Pays   | Karatéka  |
| ---- | ------ | --------- |
| 1    | Écosse | E. McCord |
| 2    | ?      | ?         |
| 3    | ?      | ?         |

| Rang | Pays   | Karatéka    |
| ---- | ------ | ----------- |
| 1    | France | C. Belrhiti |
| 2    | ?      | ?           |
| 3    | ?      | ?           |

## Épreuves par équipe

### Kata par équipe
| Rang | Pays   | Karatékas                                      |
| ---- | ------ | ---------------------------------------------- |
| 1    | France | Yves Bardreau, Michaël Milon et Laurent Riccio |
| 2    | ?      |                                                |
| 3    | ?      |                                                |

| Rang | Pays    |
| ---- | ------- |
| 1    | Espagne |
| 2    | ?       |
| 3    | ?       |

### Kumite par équipe
| Rang | Pays    |
| ---- | ------- |
| 1    | Espagne |
| 2    | ?       |
| 3    | ?       |

| Rang | Pays   |
| ---- | ------ |
| 1    | France |
| 2    | ?      |
| 3    | ?      |